# Kerivoula cuprosa
Kerivoula cuprosa é uma espécie de morcego da família Vespertilionidae. Pode ser encontrada na Guiné, Costa do Marfim, Libéria, possivelmente em Gana, Camarões e República Democrática do Congo.